# Атазанавир
Атазанавир, продаваемый под торговой маркой Reyataz, представляет собой антиретровирусный препарат (АРВТ), используемый для лечения ВИЧ/СПИДа. Обычно его рекомендуется использовать с другими антиретровирусными препаратами. Его можно использовать для профилактики после укола иглой или другого потенциального контакта (постконтактная профилактика (PEP)). Его принимают внутрь один раз в день.
Общие побочные эффекты включают головную боль, тошноту, желтуху, боль в животе, проблемы со сном и лихорадку. К серьезным побочным эффектам относятся сыпь, например, многоформная эритема и высокий уровень сахара в крови. Атазанавир безопасен для использования во время беременности. Он относится к классу ингибиторов протеазы (ИП) и действует путем блокирования протеазы ВИЧ.
Атазанавир был одобрен для медицинского применения в США в 2003 г.. Препарат включен в Примерный перечень ВОЗ основных лекарственных средств. В Соединенных Штатах он недоступен в качестве дженерика.

## Медицинское использование
Атазанавир используется для лечения ВИЧ. Эффективность атазанавира оценивалась в ряде хорошо спланированных испытаний у взрослых, не получавших АРТ и получавших АРТ.
Атазанавир отличается от других ингибиторов протеаз тем, что он меньше влияет на липидный профиль и, по-видимому, с меньшей вероятностью вызывает липодистрофию. Может быть некоторая перекрестная резистентность с другими ингибиторами протеаз.

### Беременность
Никаких доказательств вреда среди беременных пациентов, принимавших атазанавир, обнаружено не было. Это одно из предпочтительных лекарств от ВИЧ для беременных женщин, которые раньше не принимали лекарства от ВИЧ.

## Противопоказания
Атазанавир противопоказан пациентам с гиперчувствительностью в анамнезе (например, с синдромом Стивенса-Джонсона, мультиформной эритемой или токсическими кожными высыпаниями). Кроме того, атазанавир не следует назначать с альфузозином, рифампином, иринотеканом, луразидоном, пимозидом, триазоламом, пероральным введением мидазолама, производных спорыньи, цизаприда, зверобоем, ловастатином, симвастатином, силденафилом, индинавиром или невирапином.

## Побочные эффекты
Общие побочные эффекты включают: тошноту, желтуху, сыпь, головную боль, боль в животе, рвоту, бессонницу, периферические неврологические симптомы, головокружение, мышечную боль, диарею, депрессию и лихорадку. Уровень билирубина в крови обычно бессимптомно повышается при приеме атазанавира, но иногда может привести к желтухе.

## Механизм действия
Атазанавир связывается с протеазой ВИЧ активного центра и предотвращает расщепление проформы вирусных белков рабочими механизмами вируса. Если фермент протеазы ВИЧ не работает, вирус не заразен и зрелые вирионы не образуются. Лекарственное средство азапептид было разработано как аналог субстрата пептидной цепи, который протеаза ВИЧ обычно расщепляет на активные вирусные белки. В частности, атазанавир является структурным аналогом переходного состояния, во время которого разрывается связь между фенилаланином и пролином.

## Состав
Атазанавир выпускается в виде капсулы 150/200/300 мг и пакета перорального порошка 50 мг.. Капсула 300 мг должна уменьшить количество таблеток, так как одна капсула 300 мг может заменить две капсулы по 150 мг..